# Гордеева, Ирина Андреевна
Ири́на Андре́евна Горде́ева (род. 9 октября 1986, гор. Ленинград) — российская легкоатлетка, прыгунья в высоту.
Спортивный путь Ирины Гордеевой не увенчан громкими победами, однако в списке лучших российских прыгуний в высоту она (на 1 ноября 2012 года) с результатом 2,04 м занимала четвёртое место после олимпийских чемпионок Анны Чичеровой (2,07) и Елены Слесаренко (2,06) и чемпионки и экс-рекордсменки мира Тамары Быковой (2,05).
На Олимпийских играх 2012 года в Лондоне заняла 10 место, показав результат 1,93 м. Через неделю после Олимпийских игр на соревнованиях в Эберштадте Ирина установила личный рекорд, который стал вторым результатом сезона в мире, — 2,04 м.

## Личная жизнь
С 2016 года замужем за Иваном Уховым, российским прыгуном в высоту, чемпионом мира 2010 года в помещении, рекордсменом России.

## Результаты
Лучшие результаты по годам и место в мировом сезоне
| Год             | 2003 | 2004 | 2005 | 2006 | 2007 | 2008 | 2009 | 2010 | 2011 | 2012 |
| --------------- | ---- | ---- | ---- | ---- | ---- | ---- | ---- | ---- | ---- | ---- |
| Прыжки в высоту | 1,84 | 1,88 | 1,88 | 1,88 |      | 1,95 | 2,02 | 1,97 | 1,94 | 2,04 |
| Место           |      | 184  | 126  | 64   |      | 25   | 4    | 9    | 22   | 2    |